# Brasilianische Akademie der Wissenschaften

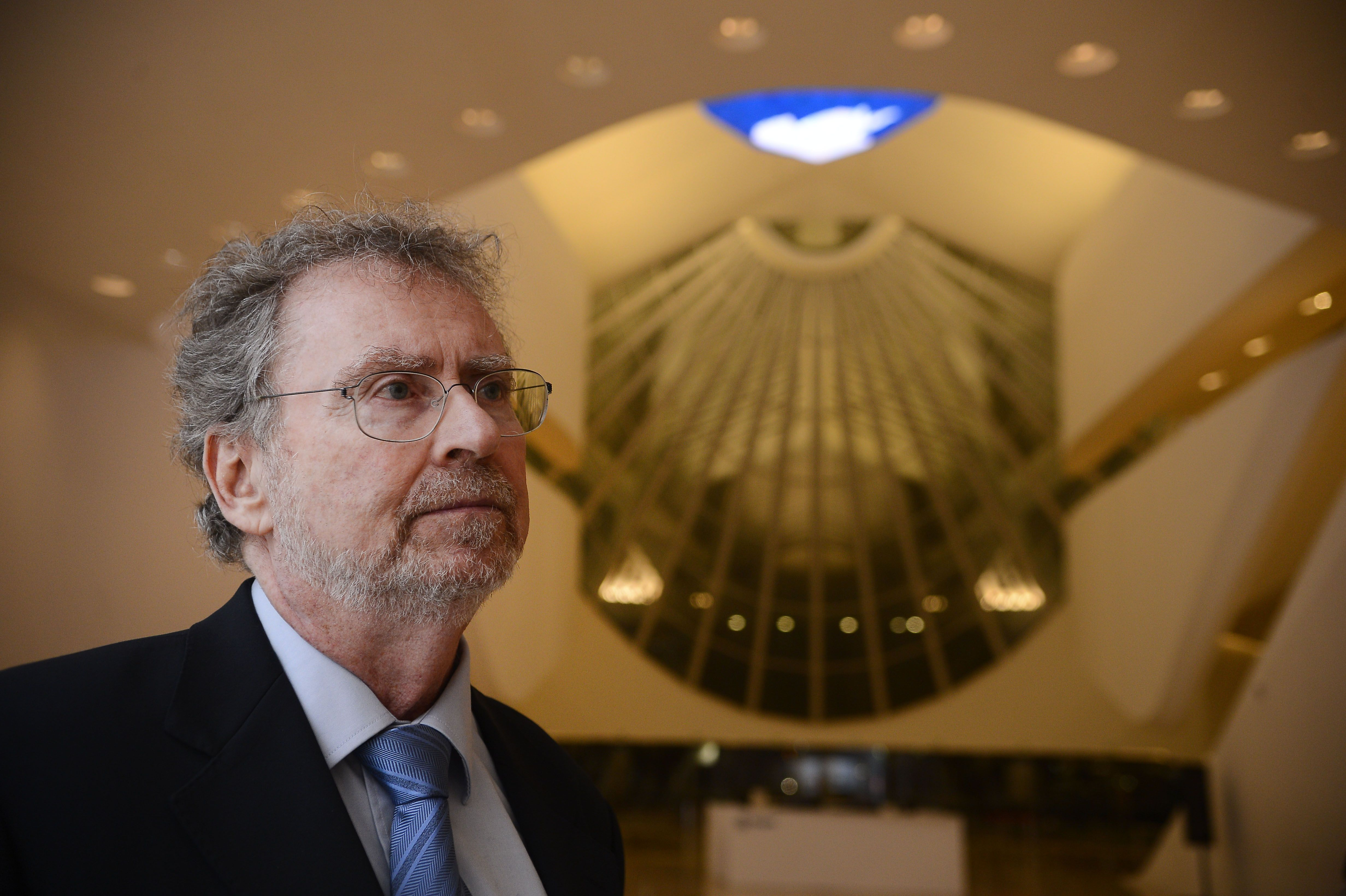
Luiz Davidovich bei der 100-Jahr-Feier der Brasilianischen Akademie der Wissenschaften im Museu do Amanhã (Museum von Morgen) in Rio de Janeiro

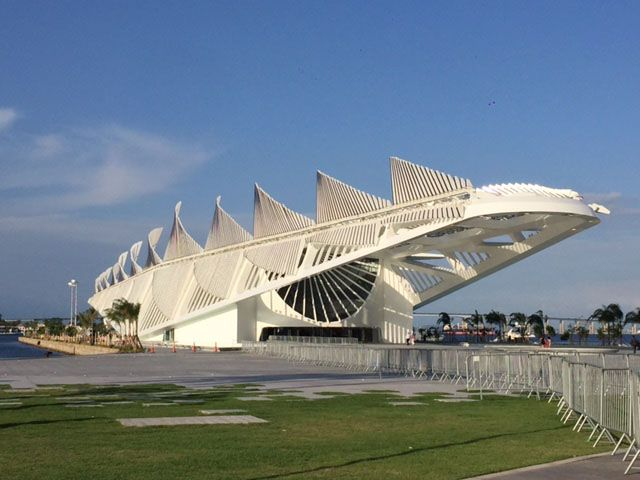
Eingang zum Museu do Amanhã

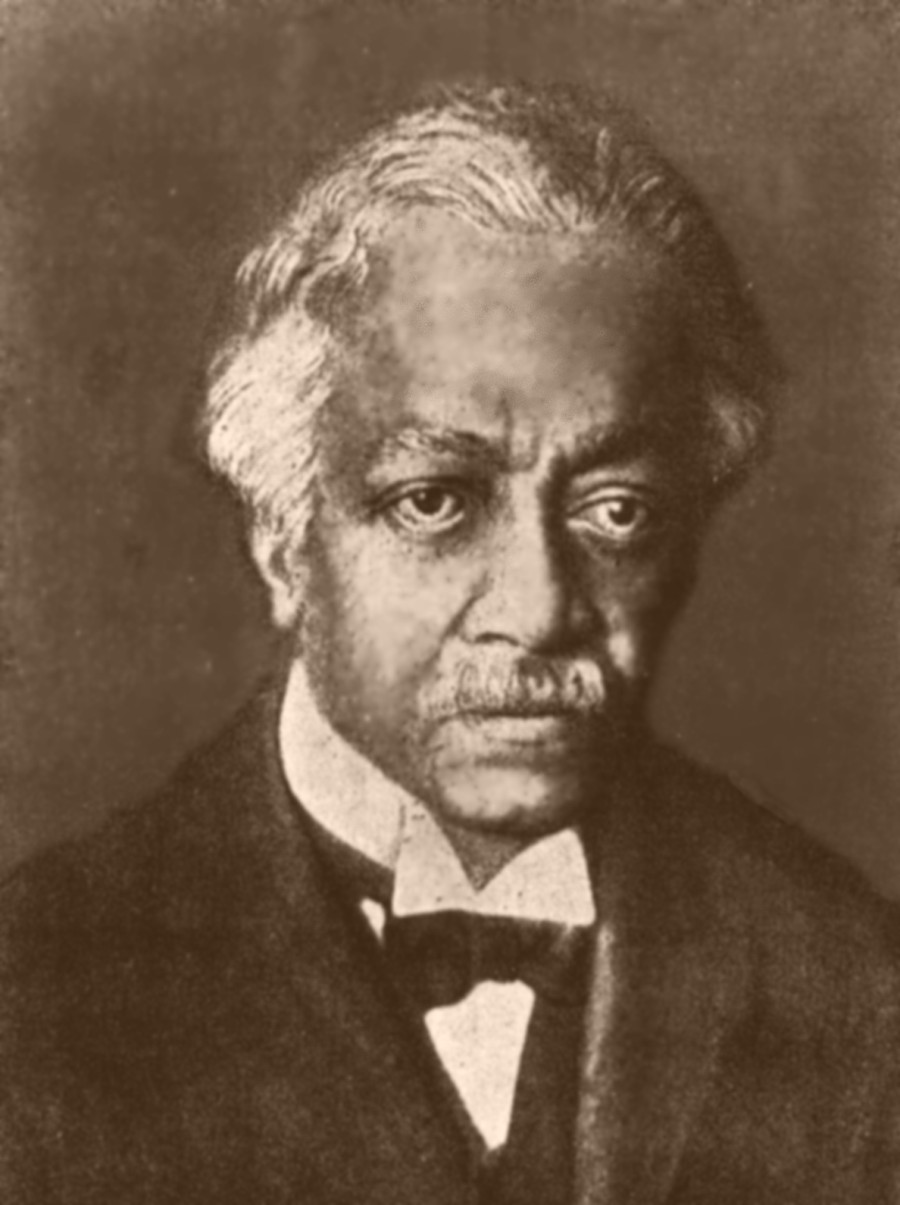
Juliano Moreira (1872–1933), der 2. Präsident (1926–1929)

Die Brasilianische Akademie der Wissenschaften (port. Academia Brasileira de Ciências, ABC) ist die nationale Akademie von Brasilien. Sie hat ihren Hauptsitz in der Stadt Rio de Janeiro und wurde am 3. Mai 1916 gegründet. Amtierender Präsident ist seit 2016 Luiz Davidovich. Sie wurde unter der Bezeichnung Sociedade Brasileira de Sciências (Brasilianische Wissenschaftsgesellschaft) gegründet und erhielt 1921 ihren heutigen Namen. 

## Präsidenten
Quelle: ABC
- 1916–1926 Henrique Charles Morize
- 1926–1929 Juliano Moreira
- 1929–1931 Miguel Osório de Almeida
- 1931–1933 Eusébio Paulo de Oliveira
- 1933–1935 Arthur Alexandre Moses
- 1935–1937 Álvaro Alberto da Mota e Silva
- 1937–1939 Adalberto Menezes de Oliveira
- 1939–1941 Inácio Manuel Azevedo do Amaral
- 1941–1943 Arthur Alexandre Moses
- 1943–1945 Cândido Firmino de Melo Leitão
- 1945–1947 Mario Paulo de Brito
- 1947–1949 Arthur Alexandre Moses
- 1949–1951 Álvaro Alberto da Mota e Silva
- 1951–1965 Arthur Alexandre Moses
- 1965–1967 Carlos Chagas Filho
- 1967–1981 Aristides Pacheco Leão
- 1981–1991 Maurício Peixoto
- 1991–1993 Oscar Sala
- 1993–2007 Eduardo Krieger
- 2007–2016 Jacob Palis Jr.
- seit 2016 Luiz Davidovich

## Mitglieder
Siehe Mitglieder der Academia Brasileira de Ciências

## Publikationen
- Anais da Academia Brasileira de Ciências. Band 1, 1929, Nr. 1ff. (Digitalisate in der Biblioteca Nacional Digital Brasil. Anfangs: Annaes da Academia Brasileira de Ciencias.)